# Wybory prezydenckie na Białorusi w 2006 roku

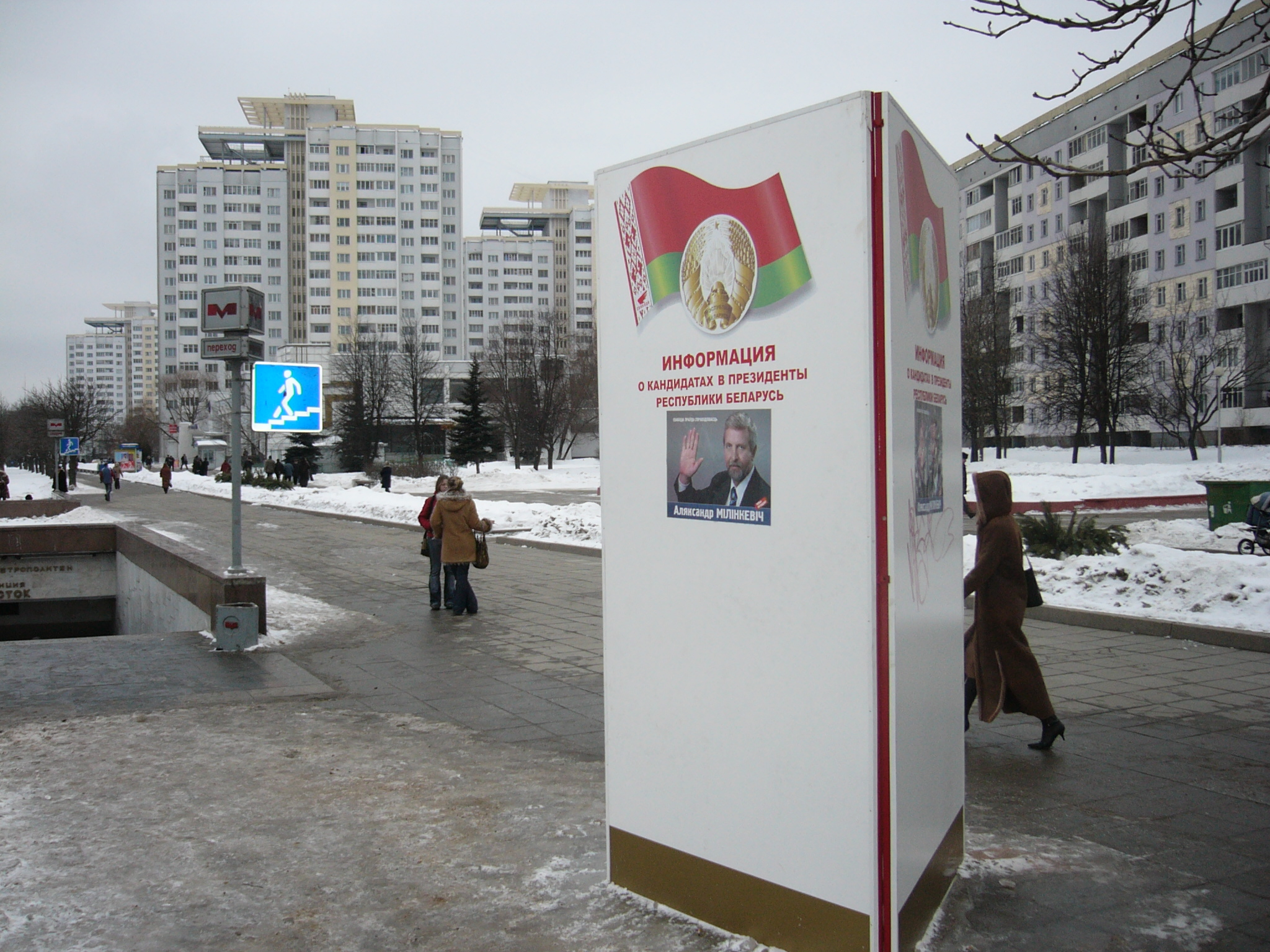
Kampania wyborcza

Wybory prezydenckie na Białorusi odbyły się 19 marca 2006 roku. Wybory na stanowisko prezydenta Białorusi przeprowadzano po raz trzeci od odzyskania przez ten kraj niepodległości. W poprzednich wyborach, przeprowadzonych w latach 1994 i 2001 dwukrotnie zwyciężał Alaksandr Łukaszenka.

## Przebieg wyborów
Pod koniec 2005 roku wprowadzono ustawę, według której osoby, organizujące lub uczestniczące w działaniach zawieszonej lub zlikwidowanej organizacji mogły trafić do więzienia. Kilka miesięcy wcześniej parlament znowelizował ustawy dotyczące zgromadzeń publicznych i zakładania partii politycznych. Działania te miały na celu utrudnić działalność opozycji przed wyborami prezydenckimi.
Krótko przed wyborami prezydenckimi doszło do nasilenia walk z opozycją, niezależnymi mediami oraz organizacji społecznymi (w tym ze Związkiem Polaków na Białorusi). Jednocześnie Białoruś nie wpuściła przedstawicieli Rady Europy na wybory. Zmuszano także ludzi do podpisywania list poparcia dla urzędującego prezydenta. Osoby, które odmawiały były bite przez milicję.
Podczas kampanii wyborczej działaczy opozycji zatrzymywano oraz karano. 9 marca Winczuka Wiachora (członka ekipy wyborczej Alaksandra Milinkiewicza) zatrzymano na 15 dni za organizowanie nielegalnych spotkań z wyborcami w Mińsku. Za podobne wykroczenie zatrzymano także innych członków opozycji.
2 marca 2006 roku pobito i zatrzymano kandydata Alaksandra Kazulina. Kazulin wraz z grupą swoich zwolenników próbował dostać się na III Ogólnobiałoruski Zjazd Ludowy w Mińsku. Według świadków Kazulina i jego zwolenników pobiła grupa 30-40 ubranych po cywilnemu funkcjonariuszy oddziału szybkiego reagowania MSW. Dodatkowo milicja strzelała do samochodu, w którym zwolennicy kandydata próbowali sfilmować zatrzymanie.
Wybory wygrał Alaksandr Łukaszenka, który uzyskał oficjalnie 82% głosów.

## Kandydaci
W wyborach brali udział:
- Siarhiej Hajdukiewicz – przywódca Liberalno-Demokratycznej Partii Białorusi;
- Alaksandr Kazulin – lider Partii Socjaldemokratycznej „Hramada”;
- Alaksandr Łukaszenka – prezydent Białorusi;
- Alaksandr Milinkiewicz – kandydat Białoruskiego Kongresu Sił Demokratycznych;

Do wyborów startowali również, lecz wycofali się:
- Alaksandr Wajtowicz,
- Zianon Pazniak,
- Siarhiej Skrabiec,
- Walery Frałou.

## Wyniki
Według danych podanych przez Białoruską Komisję Wyborczą frekwencja wyniosła 92,6%.
| Obwód, miasto                                                    | Frekwencja (%) | Liczba głosów (%) | Liczba głosów (%) | Liczba głosów (%) | Liczba głosów (%) |
| Obwód, miasto                                                    | Frekwencja (%) | S. Hajdukiewicz   | A. Kazulin        | A. Łukaszenka     | A. Milinkiewicz   |
| ---------------------------------------------------------------- | -------------- | ----------------- | ----------------- | ----------------- | ----------------- |
| Obwód brzeski                                                    | 93,0           | 1,9               | 2,1               | 82,6              | 5,8               |
| Obwód witebski                                                   | 95,0           | 5,3               | 2,2               | 82,9              | 4,5               |
| Obwód homelski                                                   | 95,6           | 3,2               | 1,9               | 90,3              | 3,1               |
| Obwód grodzieński                                                | 93,8           | 2,1               | 1,9               | 83,8              | 6,3               |
| Obwód miński                                                     | 92,6           | 2,0               | 2,5               | 81,0              | 7,3               |
| Obwód mohylewski                                                 | 95,3           | 4,9               | 1,6               | 88,5              | 4,0               |
| Mińsk                                                            | 85,1           | 5,1               | 3,9               | 70,7              | 10,1              |
| Całość                                                           | 92,6           | 3,5               | 2,2               | 83,0              | 6,1               |
| Źródło. rec.gov.by. [zarchiwizowane z tego adresu (2010-05-05)]. |                |                   |                   |                   |                   |

## Sytuacja po wyborach
Wybory skrytykowała Rada Europy oraz Organizacja Bezpieczeństwa i Współpracy w Europie. Oficjalny raport OBWE opublikowany 7 czerwca 2006 uznał wybory za sfałszowane. Obserwatorzy OBWE stwierdzili, że wybory nie spełniały standardów międzynarodowych a arbitralne nadużywanie władzy państwowej (mającej zabezpieczyć elekcję prezydenta) znacznie wychodziło poza obowiązujące prawo.
Zachodni politycy uważali, że może ziścić się scenariusz podobny do pomarańczowej rewolucji na Ukrainie. Krótko po wyborach zwolennicy opozycji przeprowadzili protesty społeczne. Szacuje się, że na ulicę wyszło około 10 tys. osób. Kilkudniowe manifestacje (nazwane dżinsową rewolucją) zostały stłumione przez milicję. Wśród manifestantów byli studenci, którzy za uczestnictwo w protestach zostali wydaleni z uczelni. Doszło także do zatrzymania kilku zagranicznych obserwatorów.